# 土器塚古墳
土器塚古墳（かわらけづかこふん）は、静岡県磐田市中泉・国府台（こうのだい）にある古墳。形状は円墳。静岡県指定史跡に指定されている。

## 概要
静岡県西部、磐田原台地西南端の段丘上に築造された大型円墳である。「土器塚」の古墳名は、一帯の戒成皇子（海上皇子）伝説の中で、皇子や従者が土器を捨てて塚になったとする伝承に由来し、現在は「丸山」とも通称される。2000年度（平成12年度）に発掘調査が実施されている。
墳形は円形で、直径36メートル・高さ5メートルを測る。墳丘の下部1/3は地山の削り出しにより、上部2/3は盛土による。墳丘周囲には幅7メートル・深さ1メートルの周溝が巡らされる。埋葬施設は明らかでないが、墳頂部において東西主軸の長さ7-8メートル・幅1メートルの墓坑が認められており、周辺で管玉1点・長方板革綴短甲片が確認されている。
築造時期は、古墳時代中期の5世紀前半頃と推定される。一帯には観音山古墳・兜塚古墳・土器塚古墳・京見塚古墳などの古墳が分布しており、遠江国造の土師氏との関連性が示唆される。
古墳域は2002年（平成14年）に静岡県指定史跡に指定されている。

## 遺跡歴
- 2000年度（平成12年度）、発掘調査（磐田市埋蔵文化財センター、2002年に報告）。
- 2002年（平成14年）5月、所有者から市へ墳丘部分の寄贈。
- 2002年（平成14年）12月10日、静岡県指定史跡に指定。

## 文化財

### 静岡県指定文化財
- 史跡
  - 土器塚古墳 - 2002年（平成14年）12月10日指定。

## 関連施設
- 磐田市埋蔵文化財センター（磐田市見付）

## 関連文献
（記事執筆に使用していない関連文献）
- 磐田市埋蔵文化財センター 編『土器塚古墳確認調査報告書』磐田市教育委員会、2002年。